# Croix de Chamrousse
La Croix de Chamrousse est un sommet des Alpes françaises située en Isère, dans la chaîne de Belledonne, sur le territoire de la commune de Chamrousse dont elle est le point culminant avec 2 253 mètres d'altitude. Il représente le sommet important le plus méridional de la chaîne de Belledonne.

## Géographie
Son sommet relativement plat constitue le lieu d'arrivée de la télécabine de la Croix et des télésièges des Amoureux et des Lacs Roberts. Juste à l'est du sommet, au-dessus d'une via ferrata et d'un petit téléski, une table d'orientation permet de profiter du point de vue vers l'est sur les Grandes Rousses, l'Oisans et les Écrins. Un émetteur de télévision et de radio appartenant à l'opérateur TDF se trouve aussi à son sommet.
La montagne est constituée d'amphibolite reposant sur des schistes et plissée sous la forme d'un synclinal.

## Histoire
En 2022, le sommet fait l'objet d'un programme de restauration environnemental et touristique. Les espaces dégradés au fil du temps par la forte fréquentation estivale et hivernale sont réaménagés avec la création de cheminements piétons, d'espaces de pique-nique, de belvédères, de tables d'orientation, de panneaux d'information sur la géologie, d'une passerelle himalayenne à destination du sommet voisin de Casse Rousse et d'une tyrolienne en direction du Recoin.

## Environnement
Le pâturage de la Croix de Chamrousse est un site de 796 hectares inscrit au titre des sites naturels ou semi-naturels de l'Union européenne.

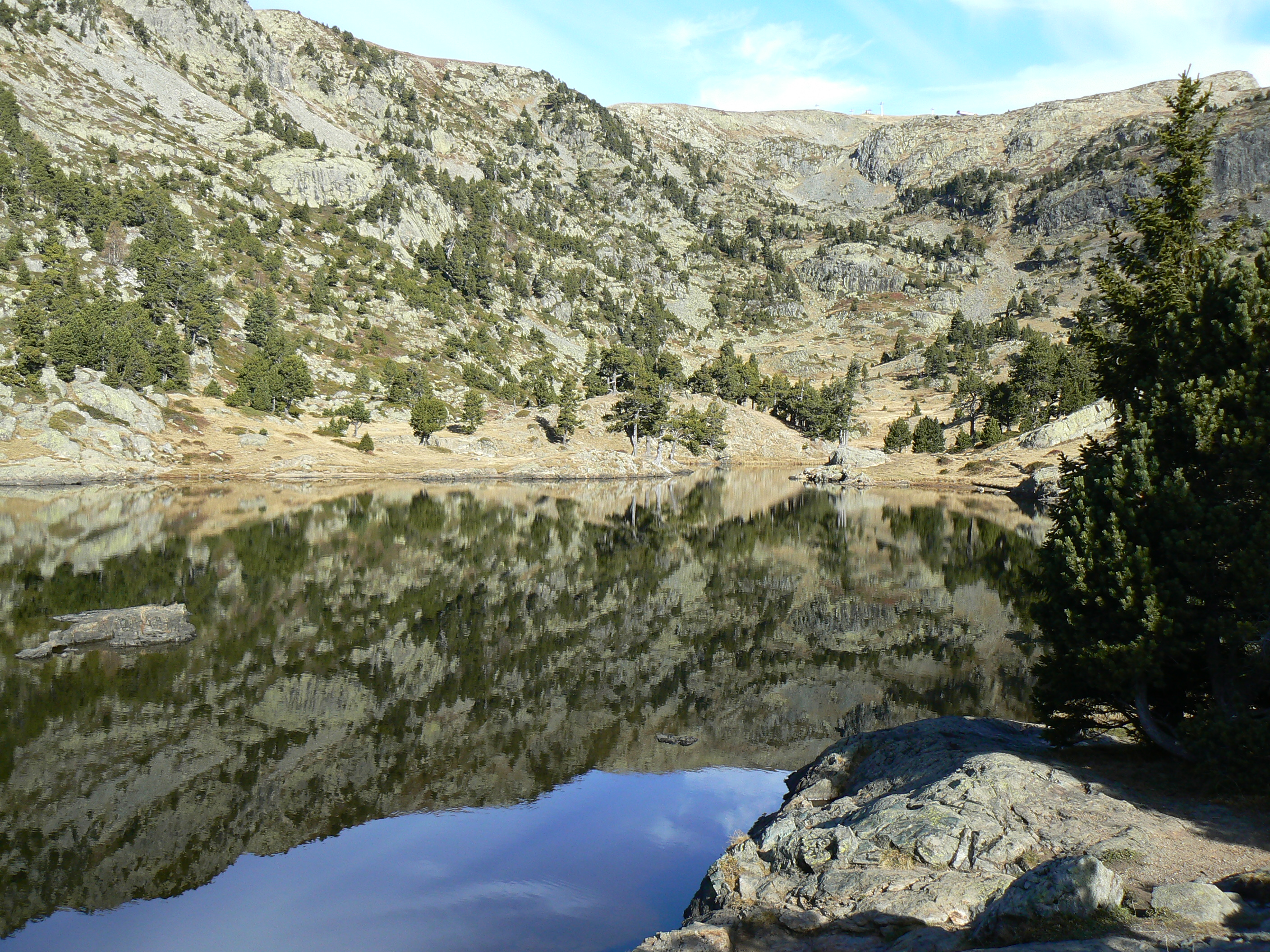
La Croix de Chamrousse (au fond du vallon) dominant le lac Achard situé au sud.
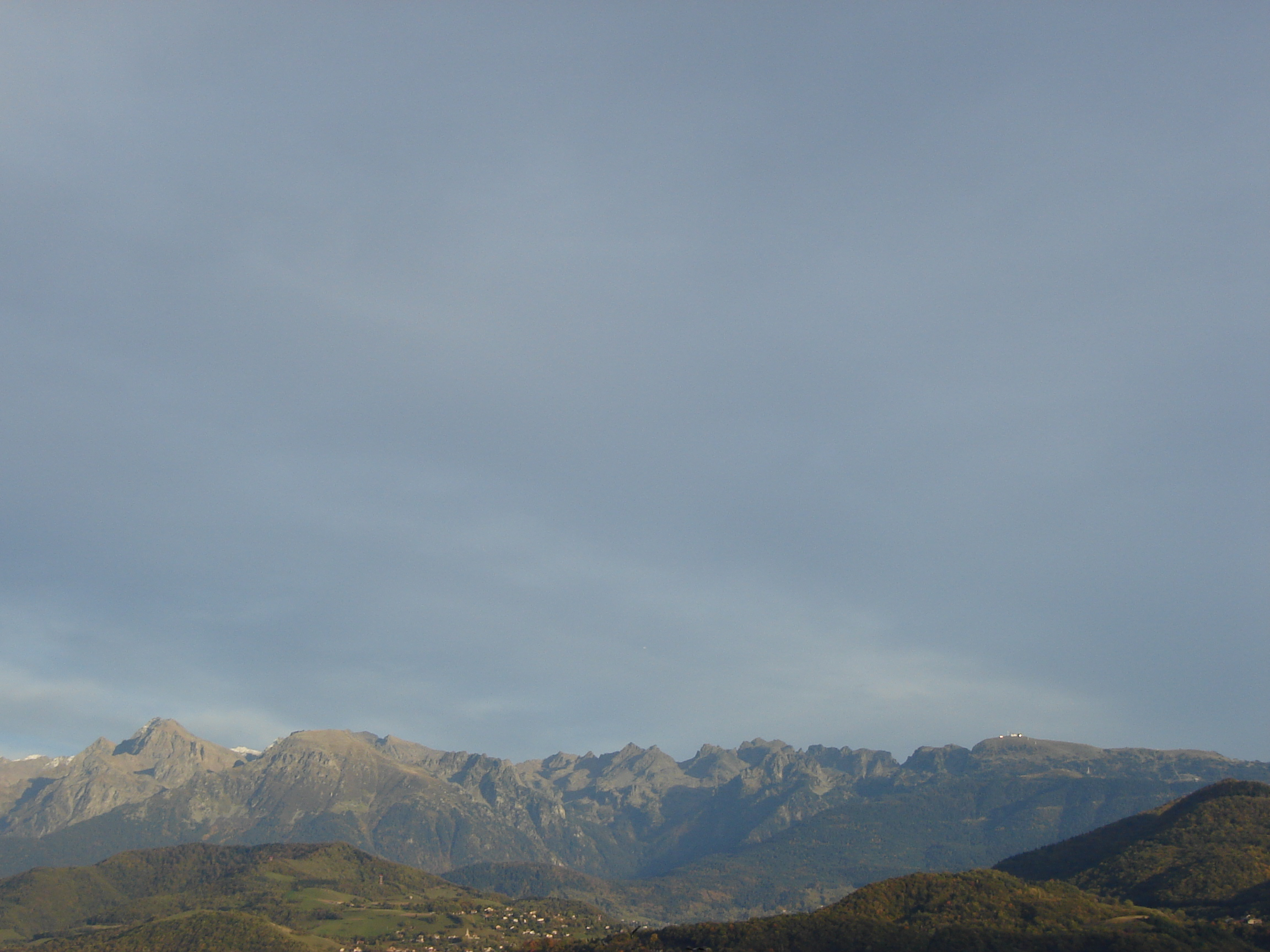
L'extrémité méridionale de la chaîne de Belledonne vue depuis Grenoble avec de gauche à droite la Grande Lance de Domène, le Grand Colon et la Croix de Chamrousse coiffée des gares d'arrivée des remontées mécaniques.
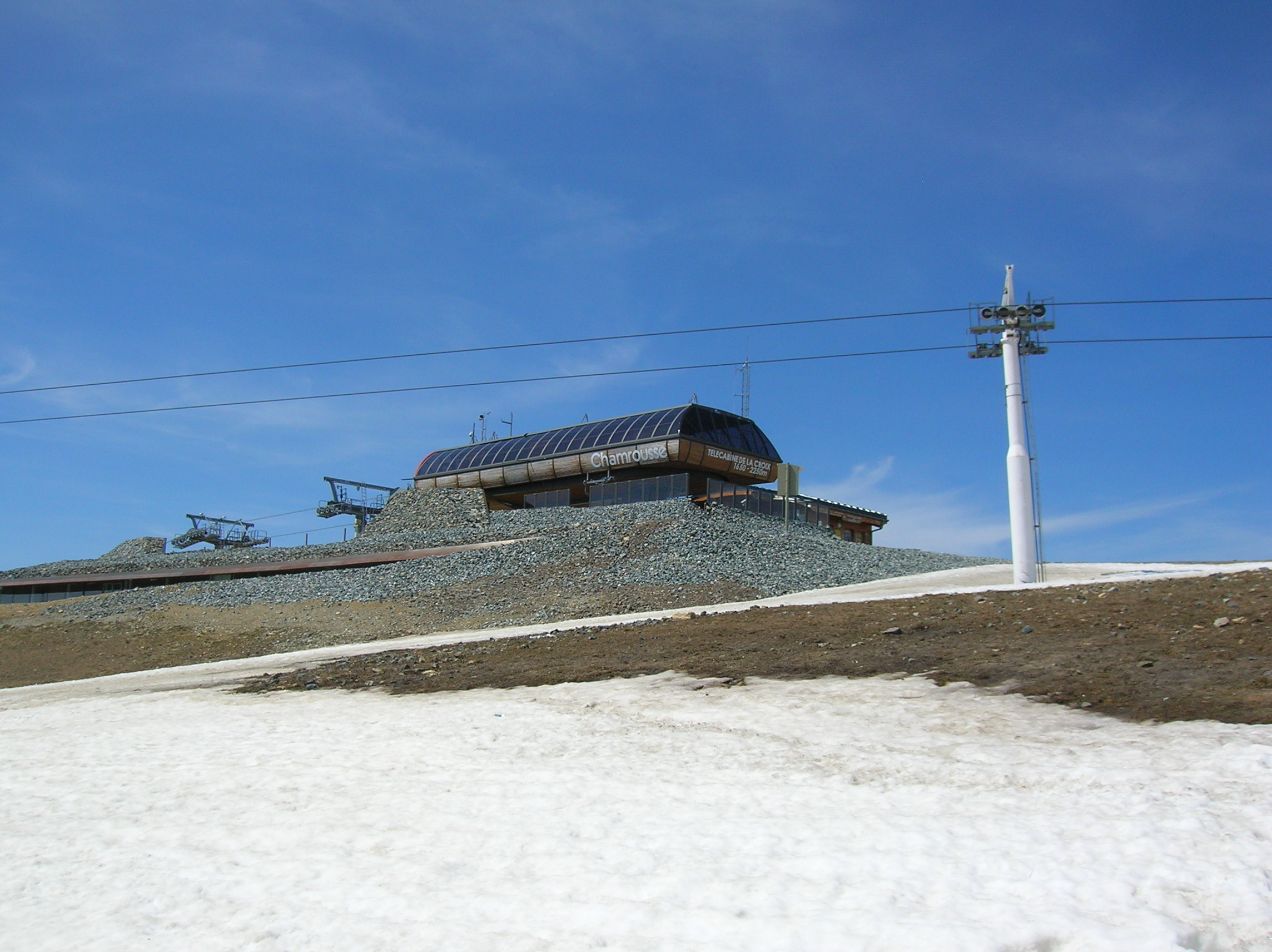
L'arrivée de la télécabine de la Croix.
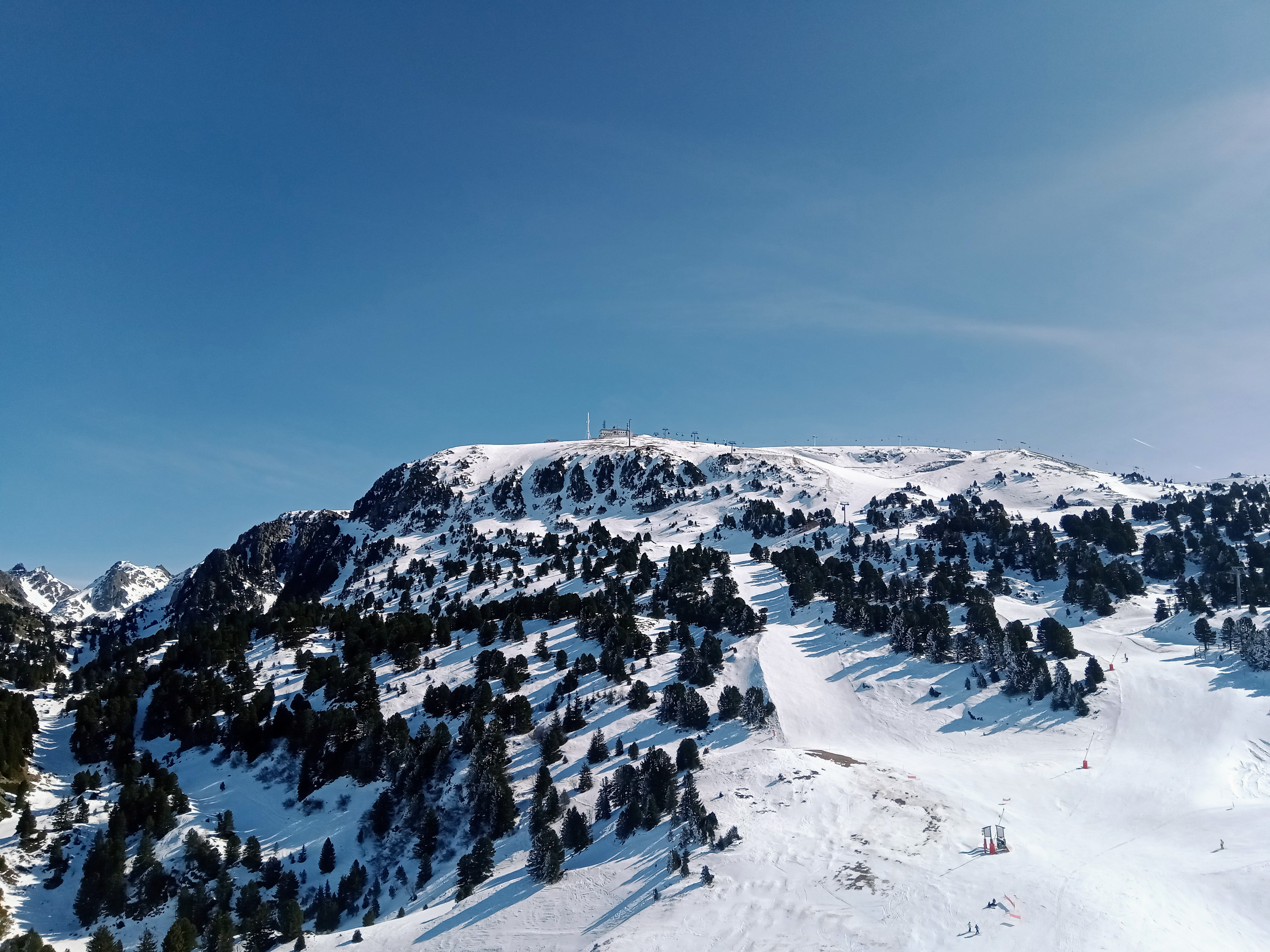
Vue hivernale de la Croix de Chamrousse depuis l'ouest.
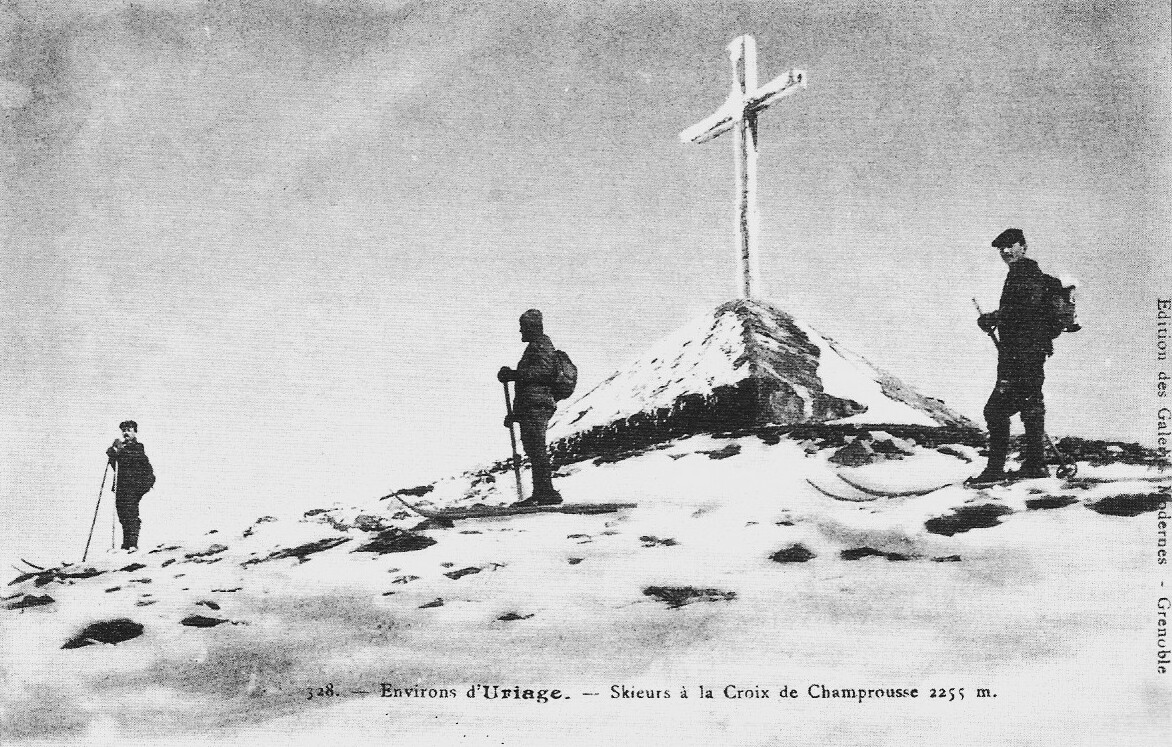
Skieurs devant la croix en 1900.